# Лаидуни, Аисса
Аисса Билаль Лаидуни (араб. عيسى بلال العيدوني‎; род. 13 декабря 1996, Монфермей, Франция) — тунисский футболист, полузащитник катарского клуба «Аль-Вакра» и сборной Туниса.

## Клубная карьера
Лаидуни — воспитанник клуба «Анже». 2 апреля 2016 года в матче против «Труа» он дебютировал в Лиге 1. Для получения игровой практики Аисса выступал за дублирующий состав и на правах аренды за клубы низших лиг «Лес Эрбье» и «Шамбли». Летом 2018 года Лаидуни перешёл в румынский «Волунтари». 22 июля в матче против бухарестского «Динамо» он дебютировал в чемпионате Румынии. 12 августа в поединке против ЧФР Аисса забил свой первый гол за «Волунтари».
Летом 2020 года Лаидуни перешёл в венгерский «Ференцварош». 14 августа в матче против МТК он дебютировал в чемпионате Венгрии. 12 декабря в поединке против «Залаэгерсега» Аисса забил свой первый гол за «Ференцварош». 9 декабря 2021 года в матче Лиги Европы против леверкузенского «Байера» он забил гол. В 2022 году Лаидуни стал чемпионом Венгрии.
27 января Лаидуни стал игроком немецкого «Унион Берлин». 4 февраля в матче против «Майнц 05» он дебютировал в Бундеслиге. 13 мая в поединке против «Фрайбурга» Аисса забил свой первый гол за «Унион». 

## Международная карьера
25 марта 2021 года в отборочном матче Кубка Африки 2021 против сборной Ливии Лаидуни дебютировал за сборную Туниса. 16 ноября в отборочном поединке чемпионата мира 2022 против сборной Замбии Аисса забил свой первый гол за национальную команду. В 2022 году Лаидуни принял участие в Кубке Африки в Камеруне. На турнире он сыграл в матчах против команд Мали, Мавритании, Гамбии, Нигерии и Буркина-Фасо.

### Голы за сборную Туниса
| #  | Дата           | Место проведения                  | Соперник | Счёт | Голы | Соревнование                     |
| -- | -------------- | --------------------------------- | -------- | ---- | ---- | -------------------------------- |
| 1. | 16 ноября 2021 | Олимпийский стадион, Радес, Тунис | Замбия   | 1:0  | 3:1  | Чемпионат мира 2022 квалификация |

## Достижения
Командные
 «Ференцварош»
- Победитель чемпионата Венгрии — 2020/2021